# 艾米利安·卡布阿
艾米利安·卡布阿（英語：Emlain Kabua；1928年2月28日—2023年4月11日），馬紹爾群島開國總統阿馬塔·卡布阿的第一夫人，1979年到1996年間任職。

## 生平
記載關於艾米利安的資料不多，只知道她是在1928年2月出生，在1979年成為馬紹爾群島共和國開國總統阿瑪塔·卡布阿的總統夫人，直到1996年卡布阿總統任上去世，她是馬紹爾群島國旗的設計者，也是目前該國唯一一位經歷丈夫及兒子擔任總統的第一夫人。
她曾經在1991年3月及1995年4月兩次隨同擔任總統的丈夫訪問中華人民共和國，遊覽過頤和園以及上海、廣州、深圳等幾個中國大城市。
2023年4月11日，艾米利安在馬紹爾群島去世，終年95歲。

## 家庭
艾米利安與阿馬塔·卡布阿結婚，兩人育有7名子女，5女2男，姓名分别是玛丽亚（Maria）、吉巴（Jiba）、伊丽莎白（Elizabeth）、戴维（David）、林恩（Lynn）、多萝西（Dorothy）、耶马塔（Jeimata）。
其中戴维亦曾任馬紹爾群島總統。